# Петропавловск (линкор)
«Петропавловск» — линкор русского и советского Балтийского флота, третий (по дате закладки и дате спуска на воду) линейный корабль типа «Севастополь».
В строю с 1914 года (в 1921—1943 назывался «Марат»). Участвовал в Первой мировой войне, Гражданской войне, Советско-финской войне (обстрел укреплений противника на острове Бьёрке) и Великой Отечественной войне во время обороны Ленинграда. С 1950 учебный корабль под названием «Волхов». В 1953 исключен из состава ВМФ СССР и отправлен на слом.

## История
Заложен 15 июня 1909 года в Санкт-Петербурге на Балтийском заводе. С 1910 года — главный строитель корабля корабельный инженер В. В. Константинов. Спущен на воду 27 августа 1911 года. Зачислен в состав действующего флота в конце декабря 1914 года.
Участвовал в Первой мировой войне. В 1918 году во время Ледового похода Балтийского флота, вместе с другими кораблями БФ, перешёл из Гельсингфорса в Кронштадт.
31 мая 1919 года эсминец «Азард», занимавшийся разведкой под прикрытием линкора «Петропавловск», вошёл в контакт с кораблями противника. Преследуемый семью британскими эсминцами, «Азард» вывел их прямо под орудия линкора. «Петропавловск» открыл огонь из 12-дюймовых, а затем и из 120-мм орудий. Британские эсминцы, сблизившись с противником до 47 кабельтовых, развернулись и ушли. Этот бой был единственным морским сражением, в котором участвовал какой-либо из линкоров типа «Севастополь».
К 11 июня 1919 года белогвардейцы потеснили части 6-й стрелковой дивизии, державшие оборону приморского фланга фронта, и подошли вплотную к фортам «Красная Горка» и «Серая Лошадь», включённым в систему Кронштадтского укреплённого района. В ночь с 12 на 13 июня 1919 года на этих фортах вспыхнуло антибольшевистское восстание. Утром 13 июня 1919 года восставшие послали радиотелеграмму командующему английской эскадрой: «„Красная Горка“ в вашем распоряжении». Однако какой-либо реакции англичан не последовало. Тогда восставшие предъявили ультиматум руководству Балтфлота и, несмотря на призыв Реввоенсовбалта прекратить восстание, открыли огонь по Кронштадту. В ответ линейным кораблям был отдан приказ открыть ответный огонь. Первым на Большой рейд вышел для стрельбы «Андрей Первозванный», затем к нему присоединился «Петропавловск». 16 июня 1919 года с Большого кронштадтского рейда оба линкора произвели интенсивный обстрел фортов «Красная Горка» и «Серая Лошадь». В результате восставшие покинули укрепления.
В сентябре 1919 года по подозрению в пособничестве восставшим был расстрелян старший штурман линкора «Петропавловск» С. А. Селлинг.
В 1921 году экипаж линкора принял участие в Кронштадтском восстании. После подавления восстания часть экипажа перешла в Финляндию, часть была репрессирована.
31 марта 1921 года линкор «Петропавловск» был переименован в «Марат», в честь французского революционера Жана-Поля Марата. С апреля 1921 года линкор являлся флагманским кораблём Морских сил Балтийского моря.
С 20 по 27 июня 1925 года, во время первого учебного похода кораблей МСБМ, на линкоре «Марат» держал свой флаг Народный комиссар по военным и морским делам, представитель РВС СССР Михаил Васильевич Фрунзе. Учебный поход был предпринят с целью отработки и решения учебных задач, изучения театра военных действий. Район плавания включал Балтийское море от Лужской губы до Кильской бухты. За семь дней корабли прошли 1730 миль.

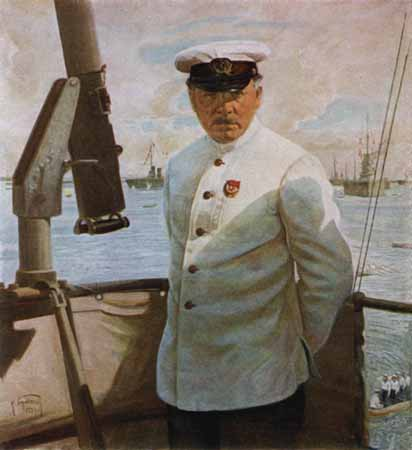
Исаак Бродский. «К. Е. Ворошилов на линкоре „Марат“». 1929 год

После похода М. Ф. Фрунзе писал: «… мы строим и построим сильный Балтийский флот. Ядро его у нас уже есть. Наша походная эскадра — неплохое начало. Республика позаботится, чтобы это начало увенчалось ещё лучшим концом».
В 1928—1931 годах линкор прошёл капитальный ремонт и модернизацию на Балтийском заводе. Затем продолжал активную боевую учёбу, пройдя с 1931 по 1941 год свыше 75 000 миль.
Во время учебных стрельб 7 августа 1933 года произошло возгорание пороха во второй башне главного калибра, повлекшее гибель 68 и ранения и травмы 23 членов экипажа. Во избежание взрыва боекомплекта пришлось срочно затопить два артиллерийских погреба. Причиной взрыва стала ошибка личного состава: произошёл так называемый затяжной выстрел (при выстреле воспламенение полузаряда не произошло и орудие дало осечку), но вопреки инструкции затвор был открыт не через 5 минут после осечки, а ранее, отчего из-за притока воздуха воспламенилась тлеющая ткань на оболочке полузаряда, а от неё - воспламенение самого полузаряда. От пламени, мгновенно охватившего всё пространство внутри орудийной башни, воспламенились ещё два находившиеся в ней и приготовленные к погрузке в орудия полузаряда, а от них — находившиеся в примыкающем к башне перегрузочном отделении ещё 8 полузарядов. Все находившиеся в башне краснофлотцы погибли мгновенно. По шахтам зарядных устройств пламя загоревшихся полузарядов устремилось в нижние артиллерийские погреба, но быстрая команда на их затопление предотвратила их взрыв и катастрофу корабля.  
25 июля 1935 года во время учений в Финском заливе линкором была протаранена и затонула на глубине 52 метров подводная лодка «Рысь», весь экипаж которой (55 человек) погиб. По мнению историка Близниченко С. С., непосредственным виновником гибели корабля стал нарком обороны СССР К. Е. Ворошилов, находившийся на мостике «Марата» и отдавший несколько некомпетентных команд (там же был начальник штаба Балтфлота И. С. Исаков, который спасая наркома от ответственности, взял всю вину на себя).
С 10 мая по 5 июня 1937 года «Марат» совершил поход в Великобританию для участия в морском параде по случаю коронации британского короля Георга VI, зайдя на обратном пути в Мемель, Либаву и Таллин.
В октябре 1938 года на линкоре «Марат» впервые в мире была испытана система защиты от магнитных мин, разрабатывавшаяся в ЛФТИ под руководством А. П. Александрова. Дополнительно в 1940—1941 годах было смонтировано стационарное размагничивающее устройство.
Во время советско-финской войны в декабре 1939 года линкоры «Марат» и «Октябрьская революция» вели огонь по финским тяжёлым береговым батареям, расположенным на островах, близ Выборга. Так, 19 декабря 1939 года корабль расстрелял 133 снаряда главного калибра по батарее на о. Бьерке. Охранение линкоров со стороны Финского залива осуществлял эсминец «Ленин».
В 1938—1940 годах в зимний период обычно производилась частичная модернизация корабля (замена штурманского оборудования на более современное, капитальный ремонт и усиление бронирования артиллерийских башен главного калибра, замена зенитных орудий и дополнительная установка ещё 2-х орудий, установка дополнительно 6 37-мм зенитных автоматов и 13-ти зенитных пулемётов ДШК). Тем не менее наметилось значительное отставание корабля от современных требований, для устранения которого было решено в 1941 году разработать новый проект модернизации линкора и провести её в 1942 году.

### Великая Отечественная война
Во время Великой Отечественной войны зенитная артиллерия «Марата» впервые открыла огонь днём 22 июня по самолёту-разведчику противника. Линкор участвовал в обороне Ленинграда.
С 22 августа 1941 года «Марат» стоял на якоре в ковше Морского канала напротив Стрельны. С 9 сентября он своей артиллерией вел интенсивный огонь по наступавшим частям противника (только калибра 305 мм было выпущено свыше 1 000 снарядов). 11 сентября 1941 года немецкая авиация произвела массированный налёт на него и нанесла серьёзные повреждения, но корабль сумел своим ходом уйти в Кронштадт, по другим данным, в этот день имел место разрыв среднего орудия первой орудийной башни от интенсивной стрельбы. С 14 по 16 сентября в корабль попало 10 немецких тяжелых снарядов, первые 9 не причинили значительных повреждений, но 10-м снарядом была уничтожена зенитная орудийная площадка (3 орудия).
16 сентября корабль был атакован двумя группами немецких бомбардировщиков, которым удалось добиться трёх прямых попаданий 250-ко авиабомбами и одна взорвалась у борта. Часть артиллерии корабля и ряд механизмов были выведены из строя, погибли 25 моряков.
21 сентября корабль вновь атаковали несколько групп бомбардировщиков, но в этот день его зенитчики отбили все атаки, сброшенные самолётами бомбы упали далеко от корабля.
23 сентября в Кронштадте он снова был тяжело повреждён во время авианалёта. Повреждения были вызваны прямым попаданием бомб, сброшенных пикирующими бомбардировщиками Ю-87, один из которых пилотировал ставший позже известным ас Люфтваффе Ганс-Ульрих Рудель (в мемуарах Руделя указывается, что он атаковал «Марат» дважды — 16 сентября он сбросил на палубу «Марата» бомбы массой 500 кг, 23 сентября — бомбу массой 1000 кг со специальным взрывателем с замедлением детонации). Две бомбы, предположительно весом по 500 кг, разорвались с интервалом в доли секунды — одна несколько в нос, а другая в корму от фок-мачты. Попавшая в носовую часть бомба вызвала детонацию боеприпасов первой башни главного калибра. В результате сама башня, «подпрыгнув», упала в образовавшийся пролом палубы. Носовая надстройка вместе со всеми боевыми постами, приборами, зенитной артиллерией, носовой боевой рубкой и находившимися там людьми завалилась на правый борт, рухнув в воду. Туда же упала носовая дымовая труба характерной формы вместе с кожухами броневых колосников. Погибли командир корабля капитан 2 ранга П. К. Иванов, старший помощник капитан 2 ранга В. С. Чуфистов и ещё 324 человека. В результате полученных повреждений корабль, получивший 10 000 тонн воды (при водоизмещении 23 000 тонн), был частично затоплен и сел на грунт у стенки причала на глубине 11 м. Вся артиллерия вышла из строя.

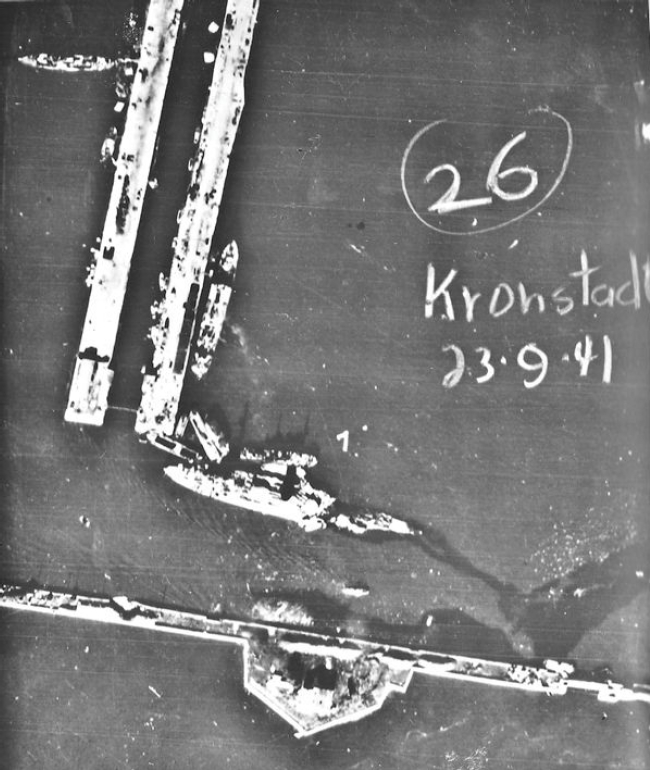
На немецкой аэрофотосъемке видны результаты авианалёта 23 сентября 1941 года и атаки Руделя. Линкор "Марат" сидит на грунте с креном на левый борт, носовая палуба после взрыва погребов полузатоплена, видна дыра в палубе на месте первой башни и отделённая притопленная носовая надстройка около правого борта

В командование кораблем вступил капитан 3 ранга Л. Е. Родичев, под руководством которого силами рабочих Кронштадтского ремонтного завода и уцелевших моряков была частично восстановлена боеспособность корабля. 31 октября 1941 года башни № 4 и № 3 смогли вести огонь, а 9 ноября 1942 открыла огонь и башня № 2.
Оставшиеся три орудийных башни и зенитные установки линкора продолжали вести огонь по противнику до окончания блокады Ленинграда. Немцы также вели огонь по кораблю: зафиксированы прямые попадания в корабль 12 декабря 1941 года (3 снаряда), 28 декабря (2 снаряда), 25 октября 1942 года (3 снаряда), 6 ноября 1942 и 8 октября 1943 года (по одному снаряду).
31 мая 1943 года линкору было возвращено его прежнее имя «Петропавловск».
Всего за годы войны линкор провёл 264 стрельбы по противнику (последний раз стрелял 17 января 1944 года при прорыве немецких оборонительных рубежей под Ленинградом), выпустив 1 971 снаряд калибра 305 мм. Уничтожено 7 батарей противника и подавлен огонь 86 батарей, уничтожено 25 единиц бронетехники.

### Послевоенные годы
В 1944—1945 годах рассматривались планы восстановления и новой модернизации корабля, но ввиду больших споров по новой кораблестроительной программе ВМФ от них в итоге отказались. Линкор продолжал оставаться на приколе. В 1948 году его передали в Отряд учебных кораблей 8-го ВМФ.
28 ноября 1950 года «Петропавловск» был переклассифицирован в несамоходное учебное артиллерийское судно, получившее название «Волхов», 22 сентября 1951 года переведён в класс несамоходных учебных кораблей. 4 сентября 1953 года исключён из состава ВМС и позднее разобран на металл.

## Проект 27
В 1945 году по распоряжению ВМФ ЦКБ-17 разработало проект №27 восстановления линкора «Петропавловск» как полноценной боевой единицы с масштабной модернизацией. Для замены оторванной носовой оконечности предполагалось использовать конструкцию корпуса линкора «Фрунзе».
Предполагалось, что восстановленный линкор сохранит 3 башни ГК и получит полностью новую артиллерию среднего и малого калибра из 8 спаренных 130-миллиметровых орудий и 6 спаренных 85-миллиметровых орудий. Таким образом, предполагалось усилить ПВО корабля, практически приведя её к современным стандартам.
Большие ожидаемые трудозатраты и перспектива получения в качестве компенсации за «Петропавловск» одного из итальянских линкоров — «Витторио Венетто» или «Джулио Чезаре» (который затем и поступил на ЧФ под именем «Новороссийск»),  привели к отказу от проекта. Главным его недостатком было то, что даже восстановленный линкор уже не являлся бы в полной мере боевым кораблём из-за совершенно недостаточной скорости.

## Память

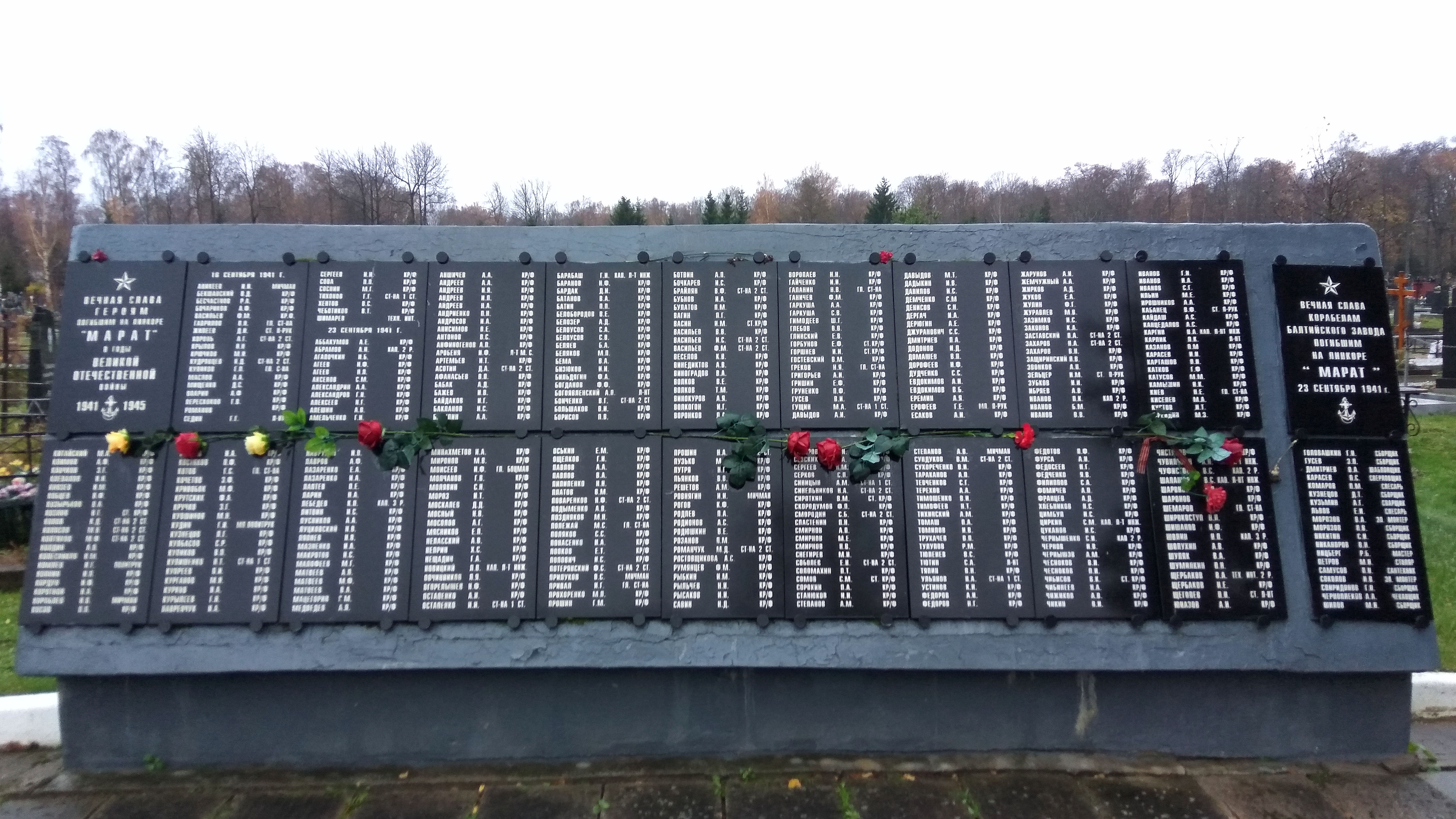
Мемориал на Городском русском кладбище

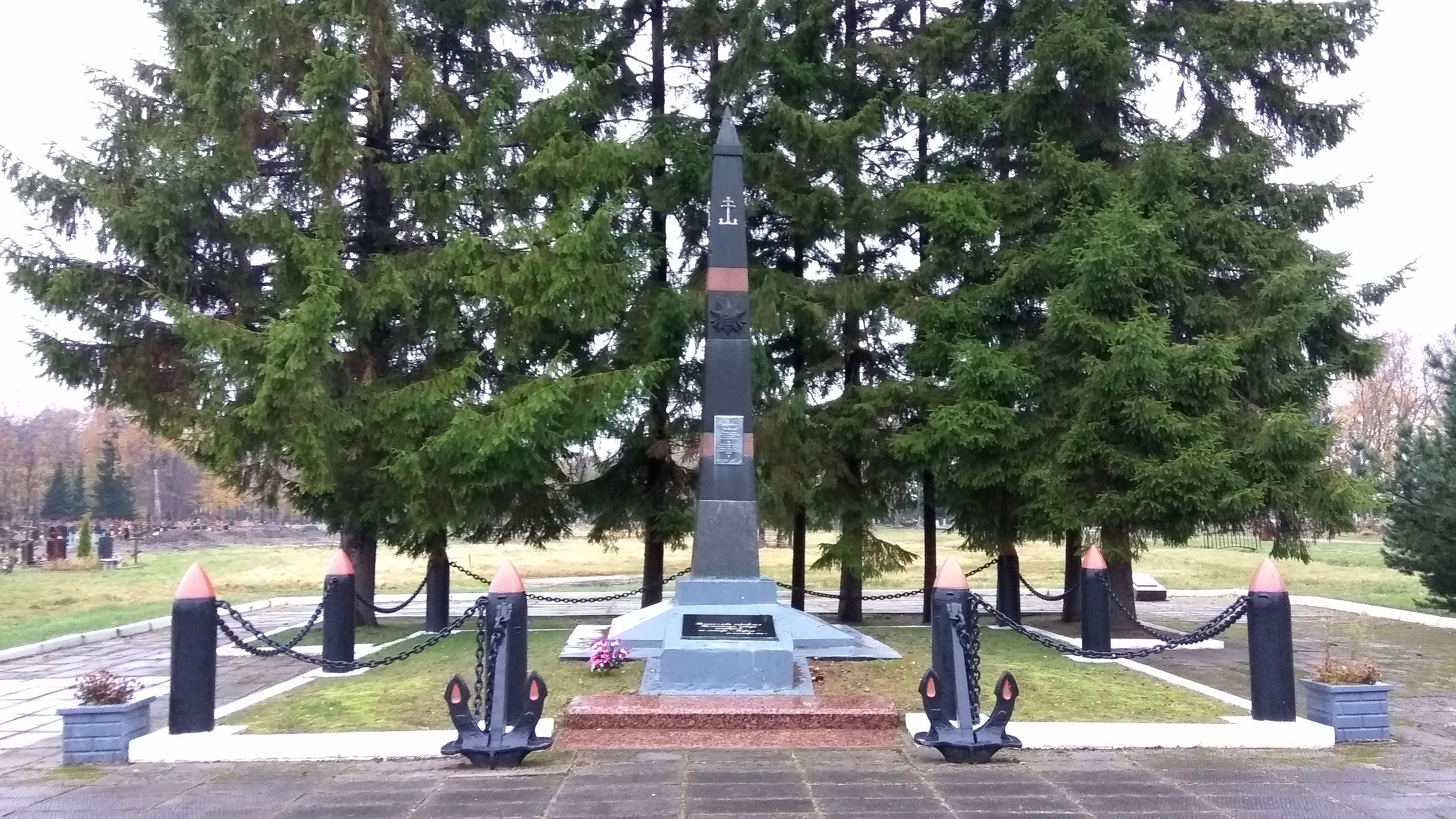
Мемориал на Городском русском кладбище

- На Городском Русском кладбище в Кронштадте находится мемориал «Героям погибшим на линкоре „Марат“ в годы Великой Отечественной войны и корабелам Балтийского завода, погибшим на линкоре „Марат“ 23 сентября 1941 года» с перечислением имён погибших.
- Отец пионера-героя Марата Казея — Иван Казей — проходил военную службу на линкоре «Марат». По этой причине назвал сына Маратом[14].
- Линкор «Марат» упоминается в «Дяде Стёпе» С. В. Михалкова. Там главный герой рассказывает про свою службу на Балтийском флоте.
- Линкор «Петропавловск» упоминается в романе А. Азольского «Затяжной выстрел».

### «Марат» в филателии
«Марат» присутствует (изображён) на почтовых марках СССР:

Из серии почтовых марок
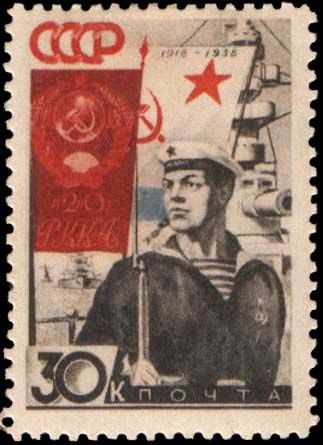
20 лет РККА (1938): Краснофлотец и башня главного калибра с линкора «Марат»
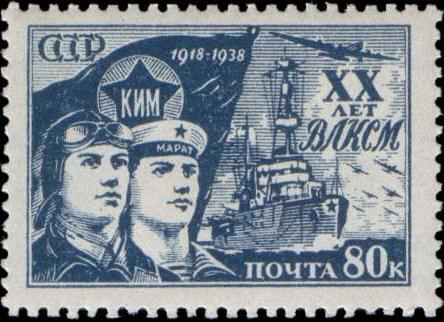
20-лет ВЛКСМ (1938): военный летчик и Краснофлотец в бескозырке с надписью «Марат» (корабль на втором плане — крейсер типа «Светлана»)

## Командиры
- 26.11.1911-21.11.1916 — капитан 1-го ранга Пилкин, Владимир Константинович
- 28.11.1916-02.05.1917 — капитан 1-го ранга Беренс, Михаил Андреевич
- 02.05.1917-16.12.1917 — капитан 2-го ранга (с 28.07.1917 капитан 1-го ранга) Тыртов, Дмитрий Дмитриевич
- 16.12.1917-16.06.1918 — капитан 2-го ранга барон Зальца, Герман Эдуардович
- 11.1918-02.1919 Ставицкий, Сергей Петрович
- 1919 — Вонлярлярский, Владимир Владимирович
- 1919—1921 — Постельников, Павел Юрьевич
- 1920 — Христофоров, Борис Игнатьевич
- 1921-14.02.1923 — Вонлярлярский, Владимир Владимирович
- 14.02.1923-xx.12.1926 — Ралль, Юрий Федорович
- xx.12.1926-26.12.1933 — Иванов, Вадим Иванович
- xx.11.1933-xx.02.1934 — Трибуц, Владимир Филиппович
- 26.12.1933-1935 — Леер, Александр Фридрихович[15]
- 1935-14.03.1938 — флагман 2-го ранга Иванов, Вадим Иванович
- 14.03.1938-21.04.1940 — капитан 1-го ранга Белоусов, Сергей Филиппович
- 21.04.1940-30.08.1940 — капитан 1-го ранга Фельдман, Николай Эдуардович
- 30.08.1940-xx.11.1940 — Ванифатьев, Александр Герасимович
- xx.11.1940-23.09.1941 — капитан 2-го ранга Иванов, Павел Константинович
- 23.09.1941-06.10.1941 — врид капитан 3-го ранга Родичев, Леонид Емельянович
- 06.10.1941-14.01.1942 — капитан 3-го ранга Васильев Владимир Петрович (Павлович?)
- 14.01.1942-08.12.1942 — капитан 3-го ранга (затем капитан 2-го ранга) Быков, Владимир Сергеевич
- 08.12.1942-16.02.1943 — капитан 2-го ранга Ванифатьев, Александр Герасимович
- 25.02.1943-хх.06.1944 — капитан 2-го ранга Тыршклевич, Франц Францевич
- хх.06.1944-10.07.1944 — капитан 2-го ранга Коляда, Александр Лаврентьевич
- 10.07.1944-08.09.1945 — капитан 2-го ранга Сухоруков, Максим Георгиевич
- 08.09.1945-после 06.1949 — капитан 1-го ранга Карпов, Иван Григорьевич
- до 04.1950-06.03.1951 — капитан 1-го ранга Лазо, Эммануил Иванович
- 06.03.1951-хх.хх.хххх — капитан 2-го ранга Жуков, Аркадий Алексеевич
- на 10.1952 — капитан 2-го ранга Суханов, Пётр Алексеевич (?)
- на 06.1953 — капитан 2-го ранга Жуков, Аркадий Алексеевич

## Персоналии, служившие на корабле
- Геринг, Алексей Алексеевич — лейтенант, редактор журнала Военная быль.
- Малышев, Николай Васильевич — советский военно-морской деятель, в 1926 году — ученик-моторист на корабле.
- Петриченко, Степан Максимович — глава ВРК Кронштадтского восстания, старший писарь линкора.
- Петровский, Владимир Алексеевич — советский писатель, контр-адмирал, в 1925 году штурман корабля.